# Magic Christian Music
Magic Christian Music è il secondo album in studio del gruppo musicale britannico Badfinger, pubblicato nel 1970 dalla Apple Records.

## Descrizione
Il disco rappresenta la prima pubblicazione del gruppo dopo il cambio di nome da The Iveys a Badfinger. Tre tracce presenti sull'album (Come and Get It, Rock of All Ages e Carry on Till Tomorrow) sono incluse nel film Le incredibili avventure del signor Grand col complesso del miliardo e il pallino della truffa (The Magic Christian), che dà inoltre il titolo al disco. Tuttavia, Magic Christian Music non è l'album ufficiale della colonna sonora del film.
I tre brani in questione furono prodotti da Paul McCartney (Come and Get It venne anche composta da McCartney), e dell'arrangiamento degli archi di Carry on Till Tomorrow si occupò George Martin, produttore dei Beatles. Le altre canzoni presenti sull'album furono prodotte da Tony Visconti e Mal Evans.

## Tracce
Lato A
1. Come and Get It - 2:21
2. Crimson Ship - 3:42
3. Dear Angie - 2:39
4. Fisherman - 2:24
5. Midnight Sun - 2:46
6. Beautiful and Blue - 2:40
7. Rock of All Ages - 3:16

Lato B
1. Carry on Till Tomorrow - 4:47
2. I'm in Love - 2:26
3. Walk Out in the Rain - 3:27
4. Angelique - 2:28
5. Knocking Down Our Home - 3:40
6. Give It a Try - 2:31
7. Maybe Tomorrow - 2:51

## Formazione
Gruppo
- Pete Ham – chitarra, tastiera, voce
- Tom Evans – chitarra, voce, basso (tracce 2, 5 e 7)
- Ron Griffiths – basso (eccetto tracce 2, 5 e 7), voce
- Mike Gibbins – batteria, voce

Altri musicisti
- Paul McCartney – percussioni (traccia 1), pianoforte (traccia 7)
- Bill Collins – pianoforte (traccia 12)